# Ayub Khan Ommaya
Ayub Khan Ommaya (* 14. April 1930 in Rawalpindi; † 10. Juli 2008 in Islamabad) war ein pakistanischer Neurochirurg. Er erfand das nach ihm benannte Ommaya-Reservoir.

## Leben
Ommaya studierte bis 1953 Medizin am King Edward Medical College in Pakistan, wo er seinen MD erhielt. Danach studierte er mit einem Rhodes-Stipendium bis 1956 Physiologie, Psychologie und Biochemie am Balliol College der Universität Oxford. Das Studium beendete er mit einem Master-Abschluss. Von 1960 bis 1980 war er Mitarbeiter an den National Institutes of Health, wo er von 1974 bis 1979 Leiter der Neurochirurgie war. Von 1980 bis 1985 war er zudem Chief Medical Advisor der National Highway Traffic Safety Administration. An der George Washington University war er von 1980 bis 2001 Professor. Seine wichtigste Erfindung, das Ommaya-Reservoir, ein unter anderem für die Chemotherapie von Hirntumoren eingesetztes Kathetersystem, das in das Ventrikelsystem des Gehirns implantiert wird, machte er 1963.
Ommaya war als „singender Neurochirurg“ bekannt. Der ausgebildete Operntenor sang zur Freude seiner Patienten häufig vor und nach Operationen.
2001 setzte sich Ommaya zur Ruhe. Er verstarb 2008 an den Folgen einer Alzheimer-Erkrankung.